# Margaret Morse Nice

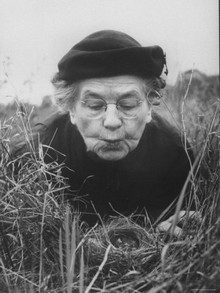
Margaret Morse Nice (1956)

Margaret Morse Nice (* 6. Dezember 1883 in Amherst (Massachusetts); † 26. Juni 1974 in Chicago) war eine US-amerikanische Ornithologin und Hochschullehrerin.

## Leben
Margaret Morse Nice war die Tochter von Anson D. Morse und Margaret Duncan. Sie hatte drei ältere und drei jüngere Geschwister. 1908 heiratete sie Leonard Blaine Nice und 1911 und 1922 bekam sie fünf Kinder; ihr Ehemann starb zwei Monate vor ihr.
Am Mount Holyoke College machte sie 1906 einen Abschluss und den Biologieabschluss 1915 an der Clark University. Etwa zu dieser Zeit erstellte sie auch eine Studie über Virginiawachtel. Bis 1927 erforschte sie Vögel in Oklahoma. Dann bekam sie eine Professur an der Ohio State University. Sie führte weitere Forschungen über Vögel durch, besonders über Singammer. Zu ihren Auszeichnungen zählt die Aufnahme in die Ornithologische Gesellschaft verschiedener Länder.

## Schriften
- Zur Naturgeschichte des Singammers. Journal für Ornithologie 81 (1933): 552–595.
- Zur Naturgeschichte des Singammers. Journal für Ornithologie 82 (1934): 1–96.